# 木原氏
木原氏（きはらし、きのはらし）
- 岩門氏流木原氏：鎮西の豪族。現在の福岡県筑紫郡の岩門城より起こる。
- 源氏流木原氏：肥後国益城郡木原村より起こる。
- 佐々木氏流木原氏：因幡国智頭郡の国人領主。現在の鳥取県智頭町木原村が本貫地で唐櫃城によった。
- 平賀氏流木原氏：安藝国の名族。高宮郡木原城主。

## 源氏流木原氏
源氏流木原氏は、肥後国益城郡木原村より起こる。
現在の熊本県富合町の木原山を拠点とする豪族であり、戦国時代には木原城を拠点とする。城下に天台宗の寺院あり、木原不動尊を祀る。
- 木原広実：1146年（久安２年）、木原山の武士として初見される（『高野山文書』）。
- 木原盛実：1181年（養和元年）2月28日、菊池隆直に伴い、木原次郎盛實法師として、南郷大宮司の阿蘇惟泰に接見（『吾妻鏡・第二巻』）。菊池隆直、緒方惟能、阿蘇惟泰とともに、2000騎をもってして、平家軍を追討。法師として木原山の頂きに天台宗の庵をひらく。
- 木原顕実：1188年、甲佐神社への守富荘の所当半分を寄進。（『阿蘇家文書』「甲佐宮神官等解」刊本5号）
- 木原兼実：顕実の孫。甲佐神社への小北山・砥用山を寄進（『阿蘇家文書』3号）
- 木原才治：1793年、矢部手永の御山支配役として、大矢御山へ120万本余の植林を実施[1][2]。

- 木原寿八郎：1824年、荒尾手永御総庄屋として、全長2700ｍの新井手用水を開削し、農地を拡大。1861年（万延２年）、木原寿八郎の碑が建立される。
- 木原稔：衆議院議員。内閣総理大臣補佐官、財務副大臣、防衛大臣政務官を歴任。

## 木原氏佐々木氏流
木原村を中心とする一帯の開発領主の出身と思われるが、『因幡志』によれば本姓は宇多源氏の佐々木氏で佐々木秀義の嫡子・定綱の子孫であるという。
文明年間に木原入道善棟が見えるのが、史料上の初見であり、木原名、横田名、福武名などに所領が存在していた。現在でもその譲り状など数点が伝えられている。享禄年間には善棟の孫とみられる木原駿河守元信が子息・亀松に所領を譲っている。現代にまで伝えられている譲り状などから戦国時代初期の木原氏は、まだ惣領制を色濃く残した相続形態をとり、一族内での分割相続や女子の一期分が行われていたことが分かっている。
『因幡民談記』などによれば、永禄～元亀年間には草苅氏と数回にわたって合戦を交え、元信はたびたび草苅勢を退けたという。しかし、岡城主・国政氏が草苅方に内応したことにより元信は作州境にて討死し、唐櫃城も落城したという。一方、『草苅氏覚書』には天文15年（1546年）に山本出雲守を唐櫃城に入れた記述が存在する。草苅氏との合戦に敗れた木原一族は九州へ逃れたと伝えられ、天正の末頃に帰国し、木原村に帰農したという。『因幡民談記』などにはその子孫が所持していた系図や古文書が紹介されている。

### 系図
```
　  
善棟

　　　┣━━━━┓
　　おき法師　 若法師
　　　┃　　　  ┃
　　
元信
　　   豊前守?
　　　┃　　　
　　
元重
（幼名・亀松）
```

この他、横田名を折半し、与えられた一族として「四郎右衛門、四郎兵衛」の二人が見える。また、天正3年（1575年）8月29日付『草苅氏一所衆軍忠状』には草苅景継の家臣として「木原左馬允」の名が確認されることから、草苅氏に従った一族がいたことが分かっている。